# Ommatotriton ophryticus
Ommatotriton ophryticus är en groddjursart som först beskrevs av Berthold 1846.  Ommatotriton ophryticus ingår i släktet Ommatotriton och familjen vattensalamandrar. IUCN kategoriserar arten globalt som nära hotad. Inga underarter finns listade i Catalogue of Life.